# Flor de nit
Flor de nit (Fiore della notte) è un'opera di teatro musicale (o musical) in lingua catalana, rappresentata per la prima volta al Teatro Victòria di Barcellona il 7 Aprile 1992. Il libretto, prima opera in catalano scritta da Manuel Vázquez Montalbán (libretto), è stata musicata da Albert Guinovart e dal gruppo musicale catalano Dagoll Dagom, che ha anche prodotto e rappresentato la prima di tale opera sotto direzione di Joan Lluís Bozzo (direttore dei Dagoll Dagom). La produzione originale è stata messa in scena in 248 occasioni; in tali rappresentazioni è stata vista da oltre 150'000 spettatori.

I versi ricorrenti del tema musicale Flor de Nit sono:
"I sóc com tu / Ciutat del desig / Ciutat de la memòria / Blanca de dia, / Blanca de dia / Però de nit vermella. / Sóc flor de nit / Sota la lluna canto. / Sóc flor de nit / De dia tot són penes / Quan ve la nit / A la ciutat d'ivori / Surten els gats / I cauen les caretes."
in italiano:
"E sono come te / Città del desiderio / Città della memoria / Bianca di giorno, / Bianca di giorno / Ma di notte rossa. / Sono un fiore della notte / Sotto la luna canto. / Sono un fiore della notte / Di giorno sono tutte pene / Quando viene la notte / Nella città d'avorio / Escono i gatti / E cadono le maschere."

## Argomento
Le vicende sono ambientate prevalentemente in un locale di cabaret situato nella via di Paral·lel (accanto al quartiere del Poble Sec, vicino alla zona portuale e alla Ciutat Vella), negli anni immediatamente precedenti alla Guerra Civile spagnola; l'opera è anche un omaggio a quelli che furono gli anni d'oro del Paral·lel. La storia principale ruota attorno al triangolo amoroso tra l'anarchico Quimet, la giovane operaia di grandi aspirazioni Rosa, e l'intellettuale altoborghese Reynals. Le vicende dei protagonisti si intrecciano con i grandi cambiamenti politici in atto in quegli anni e la storia di Barcellona, della Catalogna e della Spagna ai tempi dell'ascesa del generale Franco; gli avvenimenti storici diventano parte integrante della narrazione determinando cambiamenti nelle relazioni tra i personaggi, sia principali sia secondari.
L'opera si apre con un prologo recitato in cui, di fronte a alcuni passanti, ad una giornalista e alla presidente del Distretto del Paral·Lel, il sindaco di Barcellona celebra la demolizione del vecchio locale Flor de Nit per la lasciare posto alla costruzione di nuovi edifici. Nel suo discorso, il Sindaco dice "Per costruire è necessario distruggere. Questo diceva l'ideale anarchico dell'epoca" (nel libretto in lingua originale: "Per construir, cal destruir Així deia l'ideal anarquista de l'època"). All'evento assiste anche il vecchio Reynal, il quale verrà riconosciuto dalla giornalista che riuscirà a farsi concedere un'intervista centrata sugli anni d'oro del Paral·lel e sulle vicende del Flor de Nit; dal racconto di Reynal si sviluppa poi la narrazione principale.

## Versioni
Il 7 Febbraio 2011 al Teatro Condal di Barcellona viene rappresentata una versione del Flor de Nit con arrangiamenti musicali dell'autore delle musiche originali, Albert Guinovart, e adattamento dei testi di David Pintó (regista). L'opera è stata musicata in diretta dall'orchestra Orquestart, diretta da Xavier Torras, con la partecipazione della Corale Musicorum. Hanno inoltre partecipato una ventina di attori e una serie di invitati speciali (Lloll Bertran, Mone, Gisela, Elena Gadel, La Barni, la Terremoto de Alcorcón, Joan Crosas i Àngel Llàcer).
Il 3 Ottobre 2014 viene rappresentata per la prima volta al Teatro Almeria di Barcellona un rifacimento dell'opera, con la produzione di Gataro e la regia di Victor Alvaro. Si tratta di una versione molto più minimalista rispetto all'opera originale; le coreografie vengono affidate a Bealia Guerra mentre la direzione musicale è ancora una volta di Xavier Torras.

## Cast
| Personaggio        | Versione originale  | Versione 2010                | Versione 2014                |
| ------------------ | ------------------- | ---------------------------- | ---------------------------- |
| Rosa               | Carme Cuesta        | Julia Möller                 | Beth Rodergas i Ariadna Suñe |
| Reynals            | Carlos Gramaje      | Sergi Albert                 | Jorge Velasco                |
| Quimet             | Òscar Mas           | Ivan Labanda                 | Lluís Canet                  |
| Gran Thonet        | Pep Cruz            | Frank Capdet                 |                              |
| Mimí               | Isabel Soriano      | Gracia Fernández             |                              |
| Arrufat            | Xavier Ribera-Vall  | Frank Capdet                 |                              |
| Patrick            | Pep Martínez        | Joan Vázquez                 |                              |
| Coloma             | Mª Josep Besson     | Bealia Guerra                |                              |
| Isadora            | Núria Mampel        |                              |                              |
| Remei              | Roser Batalla       | Bealia Guerra                |                              |
| Paquitu            | Paco Alonso         | Joan Vázquez                 |                              |
| Hortènsia          | Clara del Ruste     | Beth Rodergas i Ariadna Suñé |                              |
| Flavio             | Eugeni Soler        |                              |                              |
| Pons               | Xavier Mestres      | Jorge Velasco                |                              |
| Madriles           | Juan Antonio Vergel | Joan Vázquez                 |                              |
| Adelaida           | Argentina Sousa     | Xavier Torras                |                              |
| Matamoros          | Fulgenci Mestres    |                              |                              |
| Gigoló             | Enric Torné         |                              |                              |
| Noi de la Dinamita | Mireia Font         | Gracia Fernández             |                              |
| Corista            | Marisa Gerardi      |                              |                              |
| Corista            | Eva Trullàs         |                              |                              |
| Corista            | Muntsa Rius         |                              |                              |
| Reynals Vell       | Miquel Periel       |                              |                              |

## Registrazioni
Del Flor de Nit è stato realizzato un disco, registrato a Londra con la direzione di Michael Dixon; ne sono state vendute circa 15'000 copie.